# NanoSatC-Br 1
O NanosatC-BR 1 é um nanossatélite Brasileiro, ele é o primeiro CubeSat do Programa NanosatC-BR, Desenvolvimento de Cubesats executado no âmbito do Convênio do Instituto Nacional de Pesquisas Espaciais (INPE), através de sua subunidade o Centro Regional Sul de Pesquisas Espaciais (CRS) com a Universidade Federal de Santa Maria (UFSM). Obteve apoio da Agência Espacial Brasileira na aprovação da finalização do desenvolvimento e, inclusive, o financiamento e a liberação dos recursos para o pagamento do lançamento.
Foi o primeiro nanossatélite científico Brasileiro que permitiu ao Brasil obter dados científicos da orbita terrestre por um artefato próprio.

## Objetivo
O NanosatC-BR-1 é um satélite padrão CubeSat 1U que tem como objetivo duas missões no espaço, uma científica e a outra tecnológica.
O objetivo científico da missão do NanosatC-BR-1 é fornecer o monitoramento da magnetosfera da Terra através da medição do campo magnético terrestre sobre o Brasil e para estudar os fenômenos magnéticos da Anomalia Magnética do Atlântico Sul e e do setor brasileiro do eletrojato equatorial. Para isso utilizará um magnetômetro de três eixos da empresa neerlandesa XI (Xensor Integration).
A Missão Tecnológica do NanosatC-Br-1 consiste em testar, em voo, circuitos integrados (CIs) projetados no Brasil e financiados pelo Projeto CITAR-FINEP para resistência à radiação com um objetivo maior de futuramente serem possivelmente usados em missões com outros satélites brasileiros de maior porte.

## Características
O NanosatC-BR-1 leva dois instrumentos científicos, sendo um magnetômetro e um detector de partículas de precipitação para o monitoramento, em tempo real, do geoespaço, para o estudo da precipitação de partículas e de distúrbios na magnetosfera sobre o território brasileiro. Com isso, é possível determinar os efeitos em regiões como a da Anomalia Magnética do Atlântico Sul e do setor brasileiro do eletrojato equatorial.

## Lançamento
O satélite foi lançado com sucesso ao espaço no dia 19 de junho de 2014, às 19:11 (UTC), como carga secundária, por meio de um veículo Dnepr a partir da base de Dombarovsky, no Oblast de Oremburgo, Rússia. Ele tem uma massa de 1 kg.
O Brasil foi uma das 8 nações a participar deste lançamento que até esta data foi o primeiro da humanidade a colocar em órbita 37 satélites com um único lançador.

## Operação
Participaram do Lançamento e Operação do satélite o Centro Regional Sul de Pesquisas Espaciais (CRS), a EMSISTI Sistemas Espaciais & Tecnologia, o Instituto Tecnológico de Aeronáutica, a ISIS Innovative Solution In Space e a Liga de Amadores Brasileiros de Radioemissão (LABRE).
A comunidade de radioamadores foi e é de grande importância para apoio técnico nos Programas de Nanossatélites Científicos Brasileiros. Entre as empresas privadas participantes do projeto, as principais fornecedoras do Programa NanosatC-BR, Desenvolvimento de Cubesats são a ISIS Innovative Solution In Space, a EMSISTI Sistemas Espaciais & Tencologia e a LUNUS Comércio e Representação LTDA. A EMSISTI® foi a primeira startup Brasileira a desenvolver sistema de software para comunicação entre as Estações Terrenas do Programa NanosatC-BR com seus satélites.
O satélite continua em operação coletando dados científicos da orbita terrestre, porém, seu subsistema de suprimento de energia apresenta desgaste o que faz com que o satélite só funcione quando iluminado pelo sol.